# Meissnerovo tělísko

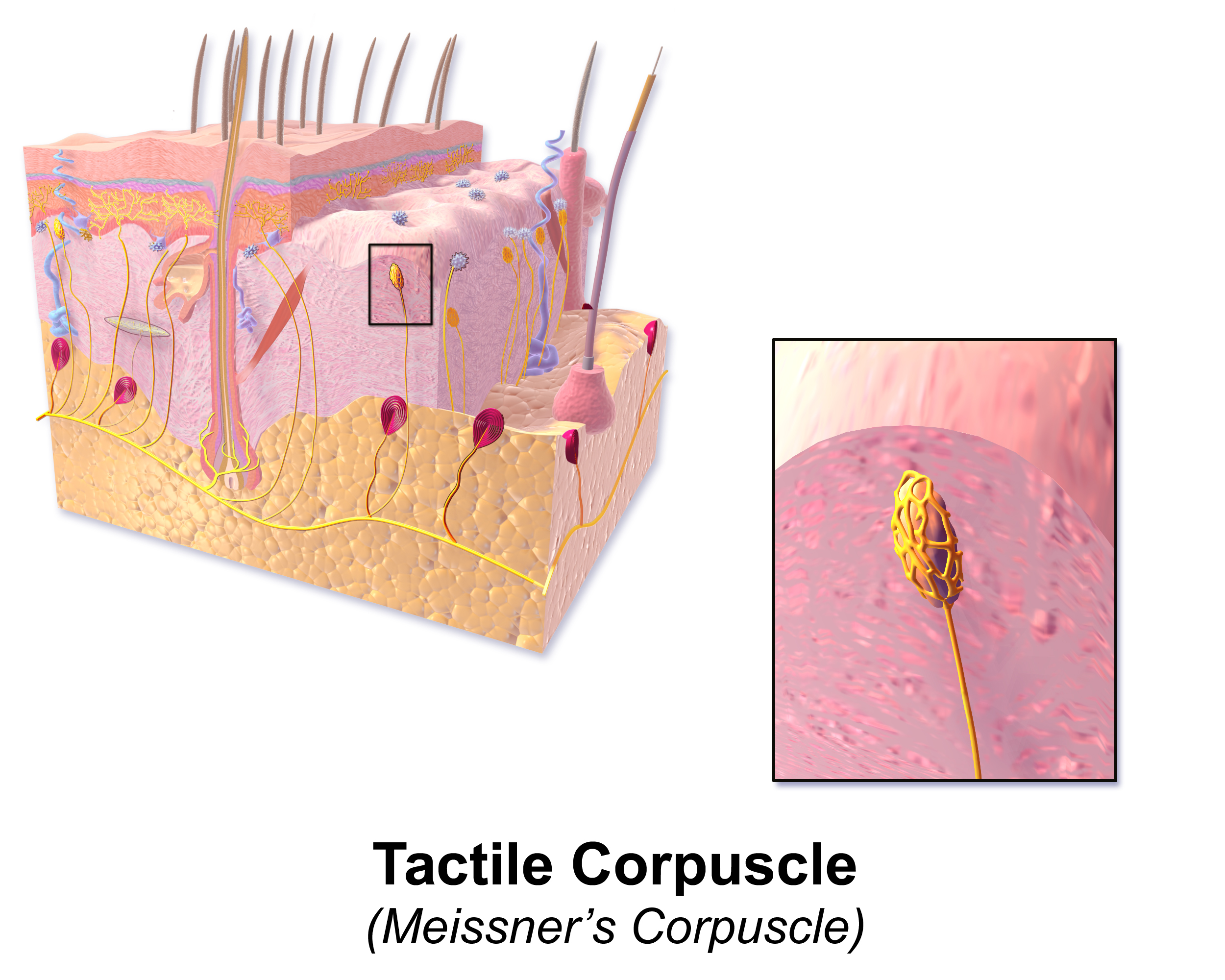

Meissnerovo tělísko, lat. corpusculum tactus je vysoce adaptivní mechanoreceptor především pro hmat na prstech a rtech. Tělísko je zapojeno do vnímání pocitů lehkých a povrchových vibrací, hlavně ve frekvenčním rozsahu 10–50 Hz. Meissnerova tělíska jsou zapouzdřená nemyelinizovaná nervová zakončení složená z horizontálně vyrovnaných podpůrných buněk tvořící lamely, na kterých je umístěno tělísko dlouhé 30–140 μm o průměru 40–60 μm.
Meissnerovo tělísko je pojmenováno po německém anatomovi Georgu Meissnerovi (1829–1905).